# Праведник 3: Остання глава
«Праведник 3: Остання глава» (англ. The Equalizer 3) — американський бойовик режисера Антуана Фукуа, продовження фільму 2018 року «Праведник 2», заснованого на однойменному серіалі. Головні ролі у фільмі виконали Дензел Вашингтон та Дакота Феннінг. Сюжет слідує за відставним морським піхотинцем США та колишнім офіцером DIA Робертом МакКоллом. Фільм є п'ятим спільним проєктом Вашингтона та Фукуа після «Тренувального дня» (2001), «Праведника» (2014), «Чудової сімки» (2016) та «Праведника 2» (2018).
Фільм вийшов 1 вересня 2023 року, дистрибютор — компанія Sony Pictures Releasing.
Сюжет фільму:
На віддаленій виноробні на Сицилії Роберт МакКолл вбиває гангстера Лоренцо Вітале та його поплічників, щоб отримати ключ від сховища виноробні і повернути гроші, викрадені під час кібер-грабежу. На виході з виноробні онук Вітале стріляє МакКоллу в спину. Через поранення   МакКолл подумує про самогубство, але передумує і сідає на пором, щоб повернутися на материк. 
  Під час руху узбережжям Амальфі МакКолл зупиняється на узбіччі і від шоку втрачає свідомість. Його знаходить і рятує Джио Бонуччі, місцевий карабінер. МакКолла привозять до віддаленого прибережного італійського містечка Альтамонте, де його лікує містечковий лікар Енцо Арісіо.
  Одужуючи, Роберт знайомиться з місцевими жителями і закохується в село та його мешканців. Він робить анонімний телефонний дзвінок співробітниці ЦРУ Еммі Коллінз, щоб повідомити їй про роль виноробні у нелегальній торгівлі наркотиками, замаскованій під звичайні бізнес-операції на Сицилії.
  Коллінз та інші оперативники ЦРУ прибувають на виноробню і знаходять мільйони готівки, а також пакети з таблетками фенетилліну, заховані в коморі, що підтверджує підозри МакКолла. Вона розшукує Роберта в Альтамонте, і вони починають тісніше співпрацювати.
  Тим часом члени Каморри (якими керують брати Вінсент і Марко Кваранта) переслідують і вбивають мешканців села, намагаючись витіснити їх з їхніх домівок і захопити Альтамонте з метою комерціалізації. Роберт підслуховує, як Марко тисне на власника місцевої крамниці Анджело, вимагаючи грошей. Щоб показати йому приклад, Каморра підриває рибний магазин Анджело, за яким спостерігає все місто.
  Джіо переглядає відеозапис підпалу і телефонує до центральної поліції Італії з проханням провести розслідування. Захопивши його дружину та доньку, щоб заманити його до себе, Каморра нападає на Джіо і б'є його за втручання в їхні справи після того, як їх попередив інформатор у поліції.
  Пізніше Марко вимагає, щоб Джіо підготував для нього човен зі зв'язками в Сомалі, щоб розширити свою діяльність. Підслухавши розмову, Роберт просить Марко перенести свою діяльність в інше місце, щоб залишити жителів міста в спокої. Коли той відмовляється, він вбиває його та його поплічників.
  На похороні Марко розлючений Вінсент погрожує і катує начальника поліції Неаполя і наказує йому знайти людину, відповідальну за смерть Марко. Вінсент закладає бомбу в машину Коллінз, але вона виживає після вибуху, натомість потрапляє до лікарні.
  Вінсент повертається до Альтамонте, щоб перед усім містом погрожувати Джіо смертю, якщо вбивця його брата не вийде на зв'язок, і Роберт видає себе. Мешканці починають протестувати і знімають Вінсента та його поплічників на свої телефони, як він готується до страти. Тож вони відступають і перегруповуються в його будинку, плануючи помститися наступного дня.
  Пізніше тієї ж ночі Роберт проникає до будинку Вінсента, вбиває його охоронців одного за одним і дає Вінсенту смертельну дозу його власних наркотиків, які продавалися по всій Європі. Через Коллінз МакКолл повертає гроші, які він взяв з виноробні, до пенсійного фонду літньої пари.
Повернувшись до Ленглі, штат Вірджинія, Коллінз отримує підвищення за свій внесок у припинення торгівлі наркотиками в Альтамонте. Вона отримує пакунок із книгою контактів і запискою від Роберта, в якій він вітає її і каже, що її мати пишалася б нею; таким чином, виявляється, що Коллінз - донька його покійної подруги і колеги, Сьюзен Пламмер.
  Після смерті братів Кваранта МакКолл святкує з місцевими жителями в Альтамонте перемогу їхньої футбольної команди.

## У ролях
| Актор                | Роль              |
| -------------------- | ----------------- |
| Дензел Вашингтон     | Роберт МакКол     |
| Дакота Феннінг       | Емма Коллінз      |
| Еудженіо Мастрандреа | Джио Бонуччі      |
| Девід Денман         | Френк Конрой      |
| Гайя Скоделларо      | Аміна             |
| Ремо Джироне         | Енцо Арізіо       |
| Андреа Скардуціо     | Вінсент Куаранта  |
| Андреа Додеро        | Марко Куаранта    |
| Даніель Перроне      | Анджело           |
| Деа Ланзаро          | Габріелла Бонуччі |
| Соня Бен Аммар       | К'яра Бонуччі     |
| Бруно Білотта        | Лоренцо Вітале    |
| Сальваторе Руокко    | людина Вінсента   |
| Алессандро Песс      | Вікінг            |

## Виробництво

### Розробка
У серпні 2018 року Антуан Фукуа оголосив свої плани продовжити серію фільмів. Режисер висловив інтерес до сюжету, що розгортається в міжнародному масштабі.
До січня 2022 року було офіційно підтверджено, що третій фільм знаходиться в розробці, і Дензел Вашингтон повернувся до головної ролі. У червні 2022 року було оголошено, що Дакота Феннінг також отримала роль. До листопада 2022 року до акторського складу додалися Соня Бен Аммар, Андреа Додеро, Ремо Джироне, Еудженіо Мастрандреа, Даніель Пероне, Андреа Скардуціо та Гайя Скоделларо.

### Знімання
Основне знімання розпочали 10 жовтня 2022 року на узбережжі Амальфі в Італії. Знімання тривало в регіоні до 20 листопада, після чого на початку грудня воно перемістилося до Неаполя, а до січня 2023 виробництво завершать у Римі. Фукуа знову зайняв режисерське крісло, а Вашингтон оголосив, що це буде його наступна стрічка.

## Реліз
Прем'єра «Праведника 3» в США відбулась 1 вересня 2023 року компанією Sony Pictures Releasing.